# Little Marie
Little Marie é um curto filme norte-americano de 1915, do gênero drama, dirigido por Tod Browning e distribuído pela Mutual Film Corporation.

## Elenco
- Walter Long
- Seena Owen - Bianca Pastorelli (como Signe Auen)
- Charles West - Beppo Puccini (como Charles H. West)
- Tom Wilson - Sam Coggini